# Swiss Re
Schweizerische Rückversicherungs-Gesellschaft (Swiss Re) – szwajcarskie towarzystwo reasekuracyjne z siedzibą w Zurychu, założone w 1863 przez Helvetia General Insurance Company, Schweizerische Kreditanstalt (Credit Suisse) oraz Basler Handelsbank w związku z dużym zapotrzebowaniem na usługi reasekuracyjne w wyniku szkód wyrządzonych przez pożar w Glarus w 1861 r.
Przedsiębiorstwo posiada biura w 25 krajach, między innymi w USA, Kanadzie, Chinach, Wielkiej Brytanii. W 2014 roku Swiss Re zajęło 132 miejsce w rankingu Global 2000 magazynu Forbes oraz 311 miejsce w rankingu Global 500 magazynu Fortune.
W 2008 roku przedsiębiorstwo przejęło Barclays Life Assurance Company Ltd., podmiot zależny Barclays PLC za cenę 762 mln funtów.